# 大将軍 (映画)
『大将軍』（だいしょうぐん 原題：The War Lord）は、1965年制作のアメリカ合衆国の映画。
ブロードウェイで大ヒットしたレスリー・スティーヴンス作の舞台劇“The Lovers”の映画化。
フランクリン・J・シャフナー監督、チャールトン・ヘストン主演。

## あらすじ
11世紀のノルマンディー。辺境に侵入するフリースランド人を撃退する任務についていたクリセゴン将軍は、ある日鷹狩りに出かけた際、猟犬に襲われているブロンウィンという娘を助けた。
ブロンウィンは地元の族長の息子マークと婚約しており、やがて2人は結婚する。だが、クリセゴンはその時になって初めて彼女への押えることの出来ない愛を感じ、ブロンウィンもまた彼に惹かれていく。2人は愛を誓いあったが、マークの怒りを買ってしまう。
一方、クリセゴンの弟のドラコは、フリースランドとの戦いに乗じて兄に取って代わろうと企む。

## キャスト
| 役名         | 俳優                       | 日本語吹き替え | 日本語吹き替え | 日本語吹き替え |
| 役名         | 俳優                       | ？版           | TBS版          |                |
| ------------ | -------------------------- | -------------- | -------------- | -------------- |
| クリセゴン   | チャールトン・ヘストン     | 納谷悟朗       | 小林昭二       |                |
| ブロンウィン | ローズマリー・フォーサイス |                | 武藤礼子       |                |
| ボース       | リチャード・ブーン         |                | 島宇志夫       |                |
| ドラコ       | ガイ・ストックウェル       |                |                |                |
| 司祭         | モーリス・エヴァンス       |                |                |                |
| マーク       | ジェームズ・ファレンティノ |                |                |                |

TBS版：「月曜ロードショー」 放送日：1970年11月9日